# Берн, Ронда
Ронда Берн (англ. Rhonda Byrne; род. 12 марта 1951, Мельбурн, Австралия) — австралийская писательница, сценарист, автор книг «Тайна», «Сила», «Магия», «Герой», и "Как Тайна изменила мою жизнь", а также автор сценария и исполнительный продюсер документального фильма «Тайна» (2006).

## Биография
Родилась и выросла в Австралии. Начала карьеру в должности продюсера на радио. 
Под её руководством было выпущено несколько самых рейтинговых программ. Затем Ронда перешла на телевидение «Australia’s Nine Network», где работала под руководством продюсера Питера Файмана. 
В 1994 году Ронда основала собственную продюсерскую компанию «Prime Time Productions», выпускавшую рейтинговые шоу, такие как «The World’s Greatest Commercials», «Great Escapes», «OZ Encounter» и «Learners». Многие её шоу получили награды и были показаны в ведущих странах мира. 
Опыт Ронды, её мастерство и талант пригодились ей в работе над фильмом и книгой  «Тайна». Изначально кино- и телекомпания Ронды «Prime Time Productions» базировалась в Австралии. 
Но Ронда её расширила и сейчас работает с командами соавторов (включая телевидение) в Мельбурне, Чикаго, Остине и Лос-Анджелесе над созданием новых фильмов и книг.
В настоящее время Ронда живёт в США, в пригороде Лос-Анджелеса.

## История создания книги и фильма «Тайна»
В 2004 года, находясь в депрессии из-за смерти своего отца, Ронда, под влиянием своей дочери, прочитала книгу «Наука обогащения» деятеля движения «нового мышления» Уоллеса Уотлса и открыла для себя закон, который, по её утверждениям, пронизывает жизнь во всех её проявлениях. За два месяца она прочитала множество книг и познакомилась с учениями великих лидеров[кто?] прошлых лет. Сначала Ронда полагала, что очень малое количество посвящённых знает открытую ею Тайну, но в результате решила, что их намного больше, и среди них были величайшие в мире учёные, философы и писатели. Тогда она решила поделиться своими идеями с широкой публикой.
Ронда начала практиковать и изучать подобные идеи, связанные с эффектами позитивного мышления, силы притяжения, философией «жизненной силы» и креативной визуализацией. Она собирала высказывания известных мыслителей, художников, учёных, изобретателей и философов, проявивших себя в совершенно различных сферах деятельности, таких как квантовая физика, психология и религия. Она во всём искала и находила подтверждение своим идеям о Знании, золотой нитью проходившем сквозь жизнь и учения пророков, провидцев, мудрецов и религиозных деятелей. По её мнению, фрагменты великой Тайны можно найти в устном народном творчестве, в литературе, религиозных и философских течениях всего мира на много столетий вглубь веков.
В самом начале 2005 года, когда «Тайна» была лишь идеей, студией «Prime Time Productions» руководили Ронда, продюсер Пол Херрингтон и директор Дрю Хериот. Пол, который работал с самого начала с Рондой Берн на «Prime Time Productions», и Дрю, который также был руководителем в нескольких проектах компании и стали основателями фильма «The Secret». В течение двух месяцев Ронда очень интенсивно обучала Пола и Дрю всему тому, что узнала за последние месяцы.
В тот день, когда команда «Prime Time Productions» прилетела в США для съёмок «Тайны», у них было снято только одно интервью, но они приехали всей командой с твёрдым намерением найти всех персонажей, необходимых для съёмок фильма, и в течение нескольких недель Ронда и её команда проинтервьюировали множество бизнесменов, экономистов, докторов, психологов, историков, писателей, богословов и учёных. Ронда называет этих людей учителями, и 25 из них участвовали в съёмках фильма.
Примерно через год фильм «Тайна» вышел в свет. Он повествует о «самом могущественном законе Вселенной» и даёт популярные инструкции по его использованию, что помогает создать самую счастливую, радостную, благополучную жизнь. Книга Ронды, имеющая также аудиоверсию, занимала первое место среди бестселлеров в рейтинге «New York Times» и была выпущена общим тиражом 7,5 миллиона экземпляров. 

## Издание книг Ронды Бирн по-русски
Русский перевод «Тайны», сделанный А. Олефир,  вышел в 2009 году в издательстве «Эксмо». В 2016 году издательство "Э" выпустило ещё один перевод книги, сделанный Д. Яковлевым.
В 2010 году появилась новая книга Ронды Берн под названием «The Power» («Сила»), она также переведена на русский язык: в 2011 году московское издательство «Эксмо» и петербургский ИД «Домино» совместно издали русский перевод книги «The Power» — «Сила».
В 2012 году опубликован перевод книги Р. Берн "Магия", сделанный И. Б. Ивановым. 
Впоследствии были опубликованы ещё два перевода  книг Р. Берн: "Герой" / Hero (The Secret) (переводчик Э. И. Мельник, 2014) и "Как Тайна изменила мою жизнь" /  How The Secret Changed My Life  (пер. Алексей  Андреев, 2017).

### Художественные фильмы
В 2020 году вышел американский драматический фильм «Секрет», основанный на книге Ронды Берн. Главные роли исполнили Кэти Холмс и Джош Лукас.

## Награды и достижения
В мае 2007 года журнал «Тайм» включил Ронду Берн в список самых влиятельных людей планеты,а вскоре после этого она вошла в рейтинг «Forbes» «100 самых известных людей».
В 2008 году Ронда Берн вошла в список «100 самых влиятельных людей мира» по версии журнала «Тайм» (Time).